# Линевский, Александр Михайлович
Алекса́ндр Миха́йлович Лине́вский (3 мая 1902—20 февраля 1985) — русский писатель, учёный-археолог, этнограф, кандидат исторических наук, заслуженный работник культуры Карельской АССР, лауреат Государственной премии Карельской АССР, почётный гражданин города Петрозаводска.

## Биография
Родился в дворянской семье техника путей сообщения Михаила Адамовича Линевского, занятого на строительстве железных дорог. В 1912 году поступил в Училище правоведения. После его закрытия в августе 1918 года вместе с остальными учащимися получил свидетельство об окончании. После этого уехал к тётке в Великий Устюг, где окончил курсы лесоустройства и стал работать помощником таксатора.
В 1923 году поступил в Географический институт в Петрограде, который в 1925 году был преобразован в географический факультет ЛГУ. Будучи студентом, принимал участие в этнографических экспедициях в Карелии, где летом 1926 года вблизи города Беломорска было обнаружено около трёхсот наскальных изображений, выбитых примерно 4—5 тысяч лет назад, получивших название «Бесовы следки». В декабре 1928 года защитил диплом об этих петроглифах.
После окончания университета А. М. Линевский переезжает в Петрозаводск, навсегда связав свою научную и литературную деятельность с Карелией. Здесь он опубликовал большинство своих научных работ по археологии, истории, этнографии и фольклору Карелии.
Научная деятельность А. М. Линевского многогранна. В 1929—1931 годах он работал в Карельском краеведческом музее, затем перешёл на работу в Карельское архивное управление, где проделал большую работу по сбору и комплектованию Карцентрархива документальными материалами периода первых лет советской власти. В 1934—1954 годах работал в Институте языка, литературы и истории карельского филиала АН СССР.
Первые произведения А. М. Линевского, начиная с 1925 года, печатались в московских и ленинградских молодёжных журналах.
В 1930 году в журнале «Всемирный следопыт» публикуется первый вариант повести «Листы каменной книги», а в 1952 году создаётся последний. Книга выдержала 16 изданий, переведена на финский, английский, литовский, латышский языки. Общий её тираж превысил 800 тысяч экземпляров. В этом научно-фантастическом произведении автор использовал, кроме археологических и этнографических материалов, свои расшифровки наскальных рисунков побережья Белого моря и Онежского озера.
В 1937 году выходит роман «Доктор Подобин», затем повести: «Как это было», «Тогда на Ладоге», а также сборники рассказов «Мужество» и «Так было».
Подвергался травле в 1946 году.
В 1951—1964 годы А. М. Линевский создал свою главную книгу-эпопею о Беломорье («Поморье», «Лёд тронулся», «Бушует Беломорье», «Испытания»). Книга разошлась тиражом 700 тысяч экземпляров. Тетралогия воссоздаёт жизнь Поморья в дореволюционное время и в первые годы советской власти.
Избирался депутатом Петрозаводского городского совета в 1957-1961 гг.
Похоронен на Сулажгорском кладбище Петрозаводска.

## Награды
- 2 ордена Трудового Красного Знамени (22.09.1959; 03.05.1972)
- орден Дружбы народов (30.04.1982)
- медали
- Государственная премия Карельской АССР[3]

## Память

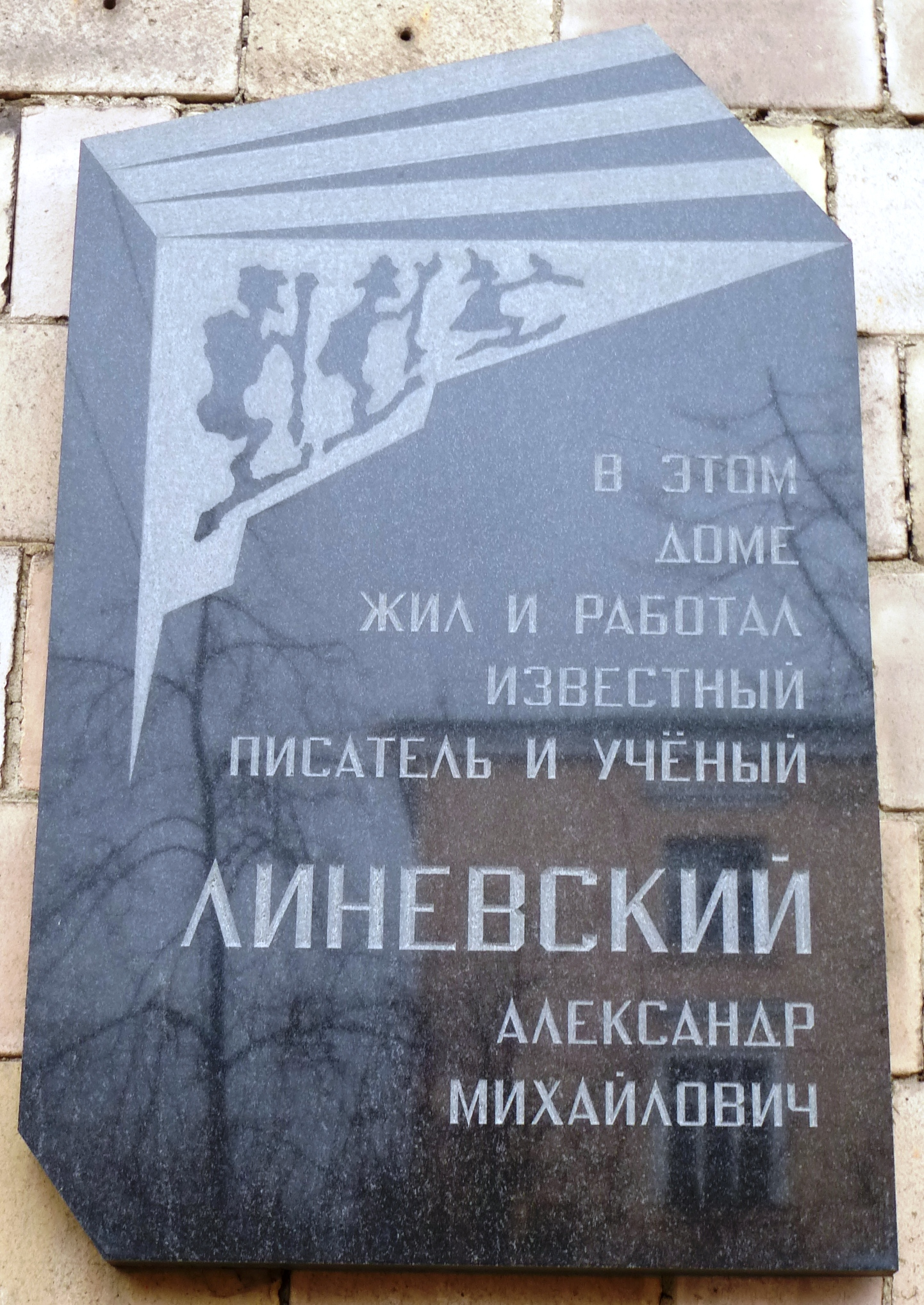
Мемориальная доска

В 1996 году в Петрозаводске новая улица в районе Древлянка получила имя А. М. Линевского. Также именем Линевского названа улица в Косалме.
В 2004 году в Петрозаводске на доме № 14 по улице Куйбышева открыта мемориальная доска.

## Художественные произведения
- Линевский, А. М. Доктор Подобин: [Роман из эпохи гражданской войны. 1917-1921 гг.] Кн. 1. — Петрозаводск: Кирья, 1937. — 168 с.
- Линевский, А. М. Листы каменной книги. [Повесть из жизни древней Карелии]. — [Петрозаводск]: Каргосиздат, 1939. — 80 с. — 30 000 экз.
- Линевский, А. М. Как это было. (Партизаны Беломорья) : Повесть. — [Петрозаводск]: Каргосиздат, 1939. — 172 с.
- Линевский, А. М. Тогда на Ладоге: [Повесть. Кн. 1 - ]. — [Петрозаводск]: Гос. изд-во Карело-Фин. ССР, 1945. — 136 с.
- Линевский, А. М. Беломорье : Роман : В 2 т.. — Петрозаводск: Карелия, 1980.
- Линевский, А. М. Возвращение : Повести, рассказы. — Петрозаводск: Карелия, 1982. — 383 с. — 15 000 экз. (В книгу вошли повести «Шёл восемнадцатый год», «Тогда на Ладоге», «Возвращение»; рассказы «Долг», «Было это в двадцатом году», «Два века за четверть века», были «К петуху на суд» и «Учительница», очерки «Романтик Севера», «Незабываемое»).